# Jean-Paul Villain

Jean-Paul Villain (links; Startnummer 270) bei den Leichtathletik-Europameisterschaften 1974 in Rom

Jean-Paul Villain (* 1. November 1946 in Dieppe) ist ein ehemaliger französischer Leichtathlet, der seine Karriere in Dieppe begann. Bei einer Körpergröße von 1,70 m betrug sein Wettkampfgewicht 53 kg.
Bei den Olympischen Spielen 1968 in Mexiko-Stadt gewann Villain seinen Vorlauf im 3000-Meter-Hindernislauf vor dem Australier Kerry O’Brien. Im Finale verlor er früh den Anschluss und wurde nur Neunter.
In Athen bei den Europameisterschaften 1969 wurde Villain in 8:33,4 Minuten Fünfter. Zwei Jahre später bei den Europameisterschaften in Helsinki gewann Villain den Titel mit neuem französischen Rekord von 8:25,2 Minuten vor Dušan Moravčík aus der ČSSR in 8:26,2 Minuten. 
Bei den Olympischen Spielen 1972 in München wurde Villain in 8:46,8 Minuten Elfter. Bei den Europameisterschaften 1974 und bei den Olympischen Spielen 1976 erreichte er nicht mehr das Finale. 
Jean-Paul Villain wurde französischer Meister im Hindernislauf in den Jahren 1965, 1969–1971 und 1976.